# Burriana

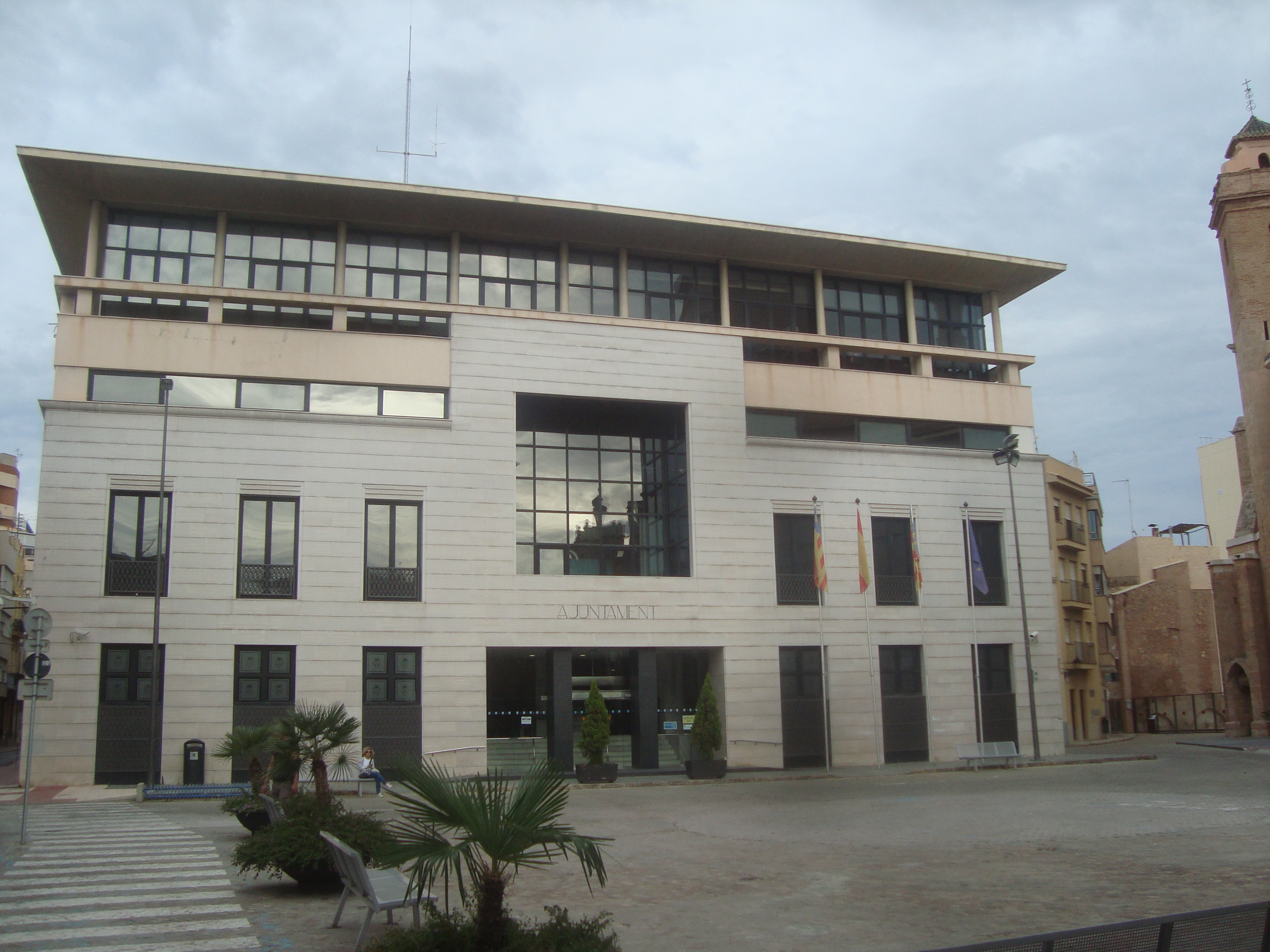
Burriana

Burriana (Valenciaans, ook officieel: Borriana) is een gemeente in de Spaanse provincie Castellón in de regio Valencia met een oppervlakte van 47 km². Burriana telt 34.643 inwoners (1 januari 2016).
Burriana is de hoofdplaats van de comarca Plana Baixa.

## Demografische ontwikkeling

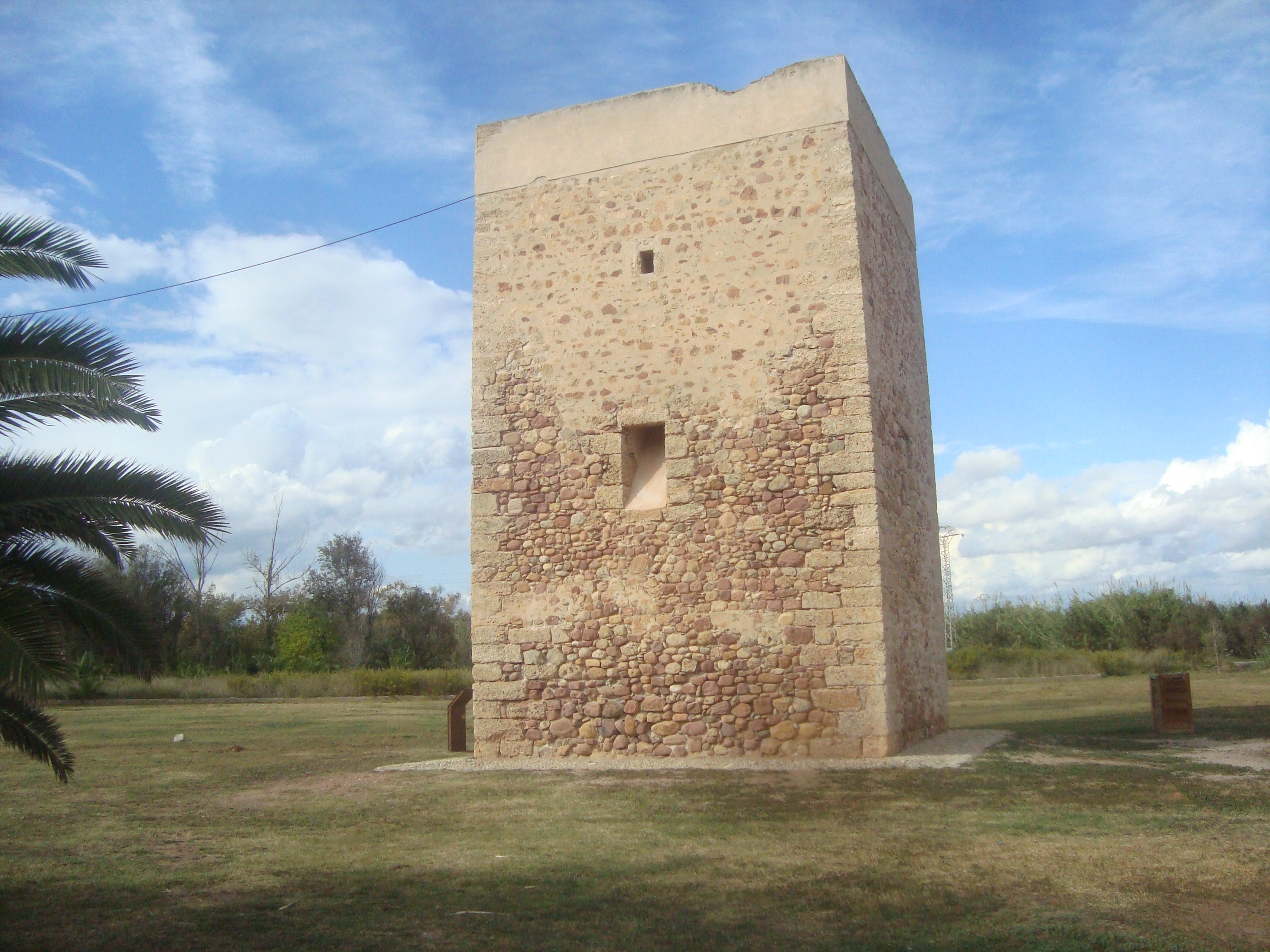
Burriana

Bron: INE; 1857-2011: volkstellingen